# 機殿神社
神服織機殿神社（かんはとりはたどのじんじゃ）・神麻続機殿神社（かんおみはたどのじんじゃ）はいずれも三重県松阪市にある神社。
元々は同じ場所に鎮座していたが、大垣内町の神服織機殿神社と井口中町の神麻続機殿神社の2社に分かれたと考えられている。いずれも皇大神宮（内宮）所管社で、両社を合わせて両機殿（機殿神社）と呼ぶ。両機殿の所在地は旧飯野郡機殿村で、松阪市立機殿小学校に「機殿」の地名を残している。
両機殿で行なわれる御衣奉織行事は松阪市の無形民俗文化財に指定されている。

## 概要
神服織機殿神社・神麻続機殿神社とも櫛田川下流右岸に位置し、地元では神服織機殿神社を下機殿（しもはたでん）あるいは下館 （しもだち）、神麻続機殿神社を上機殿（かみはたでん）あるいは上館（かみだち）とも呼ぶ。神御衣祭での位置関係から神服織を右門、神麻績を左門と呼ぶ。両機殿の境内には本殿よりも大きい機殿（はたどの、機織をする作業場）があり、八尋殿（やひろどの）と呼ぶ。
所管社は摂末社とともに伊勢神宮に管理される神社で、古代の儀式帳に名前が記されていないが神事に重要な神社と、明治以降神事を行なうために神社とされたものに大別できる。両機殿は神御衣祭（かんみそさい）に供える和妙（にぎたえ、絹布）と荒妙（あらたえ、麻布）の御衣（おんぞ）を調進する御料地（ごりょうち）であるので前者である。ただし、明治以前は奉織作業を行う八尋殿が主で、神社は従であった。神社とされる御料地は他に御塩（みしお）を調進する御塩殿（みしおどの）のある御塩殿神社（みしおどのじんじゃ）が伊勢市二見町にある。御塩殿神社は両機殿と同じく皇大神宮所管社であり、明治以降に神社が主とされた点でも両機殿と同様である。
御衣を織る作業を奉織（ほうしょく）、使用する糸を御糸（みいと）と呼ぶ。かつては奉織工を「人面（にんめん）」と呼んだが、現在は「織子（おりこ）」と呼んでいる。
両機殿は斎宮以西、神堺西端にあたる櫛田川分流の祓川（はらいがわ）左岸に位置する点で特異的であるが、紡績業が盛んであった地域を選んで機殿を構えたと考えられている。櫛田川流域はかつては紡績業が盛んで、古代には『古語拾遺』に麻績が地名として記され、承平年間（931年〜937年）の『和名類聚抄』には「麻績郷（おみのさと）」・「呉部郷（くれべのさと）」の地名が登場する。また、江戸時代には上流部で生産された木綿糸が伊勢商人の主力商品とされた。両機殿の東、多気郡明和町斎宮の北に現在も「御糸」という地名が残っている。なお、江戸時代には、機殿・上御糸・下御糸・東黒部・西黒部の地は「御糸五郷（おいとごきょう）」と呼ばれ、松坂木綿の生産地として有名であった。

## 歴史
- 『倭姫命世記』では垂仁天皇25年、倭姫命が天照大神を伊勢の百船（ももふね）度会国玉掇（たまひろう）伊蘇国に一時的に祀られたときに建てられた神服部社（はとりのやしろ）がのちの麻績機殿神服社で、内宮が現在地に定まったときに内宮近くに機殿を作り、天棚機姫神（あめのたなはたひめのかみ）の孫の八千々姫命（やちぢひめのみこと）に神の教えに従って和妙を織らせた。
- 倭姫命は翌垂仁天皇26年、飯野高丘宮に機屋を作り、天照大神の服を織らせた。そこに社を建て、服織社（はたとりのやしろ）と名付けた。神麻績氏の住む麻績郷（おみのさと）で荒衣を織らせた。
- 白雉15年（664年） - 伊勢国多気郡から分離し、飯野郡が誕生。（『伊勢機織の里』の碑の記述より。）
- 天智天皇7年（668年）8月3日に両機殿が火災で失われたため、この年の9月の神御衣祭のための作業は仮屋で行ない、その後30丈離して両機殿を別々に建てたと記されている。
- ただし、『倭姫命世記』は鎌倉時代に荒木田氏あるいは度会行忠が記した伝承・説話であり史実ではないとするのが一般的である。『伊勢二所太神宮神名祕書（神名祕書）』に同様の記述がみられるが、『倭姫命世記』と同様で鎌倉時代の弘安8年（1285年）に度会行忠が記したものである。複数の資料に記されていても史実である可能性は極めて低いと考えるべきであるものの、天智天皇7年の火災の記述は国記などが記された以降の話であるなどの理由から、史実である可能性が高いと考えられる。
- 信憑性が高いと考えられている資料では、『神祇令』・『延喜式』・『皇太神宮儀式帳』に神御衣祭が記されており、遅くとも平安時代初頭には御衣の奉織が行なわれていたことは確実である。和妙は服部（はとりべ）が、荒妙は麻績部（おみべ、麻績氏とも）が奉織し、それぞれ封戸22を与えられていた。神宮に仕えたこれらの一族は神服部（かんはとりべ、彦坐王の子孫）、神麻績部（かんおみべ、長白羽神の子孫）とも呼ばれた。服部は三河国より赤引の糸（あかびきのいと）と呼ばれる絹糸を入手していた。麻績部には土師器を調進する一団がいたほか、信濃国などの東国に進出し、機織などの技術とともに天白信仰を伝えたと考えられている。

- 白河天皇の承暦3年（1079年）、神麻続機殿は現在地に移された。
- 室町時代には北畠家が室町幕府の意向を無視し、神宮の神領を収奪し勢力を拡大した。北畠家の領地と隣接するこの地は特に早期に支配され、服部部・麻績部ともに姿を消してしまう。両機殿は地元住民らが祠を祀るだけとなり、奉織の行事と祭祀は中絶となった。この時期は定かではないが、神御衣祭は宝徳3年(1451年）を最後に中絶となった記録が残されている。静岡県浜松市浜名区の初生衣神社（うぶぎぬじんじゃ）で行なわれる「おんぞ祭」は東方へ移動した神服部が1155年から内宮へ和妙を納めたことに由来するとされる。
- 康暦2年（1361〜1362年）と貞治5年（1366年）において、神麻続機殿があった流田郷服村

- 織田信長と次男の織田信雄の計略により北畠家は北畠具教を最後に実質的に滅亡した。豊臣秀吉が日本を統一し治安が回復したころから伊勢神宮への参拝客が増え始めた。両機殿へは山城国・紀伊国などの織物業者が講を作り参拝するようになった。上機殿は参宮街道に近い立地条件から、下機殿よりも参拝客が多かった。神宮に直接管理されなかったこともあり、このころから両機殿は分不相応な社殿などを造営するようになった。
- 江戸時代に入り、天下泰平となった元禄12年（1699年）には神御衣祭が再興され、糸が奉納された。ただし神宮から神職が参行するまで復興されたのは明治7年（1874年）であり、奉織が再興されたのは大正3年（1914年）5月である。
- 享保3年（1718年）、この地の領主の津藩主藤堂高敏の寄進により両機殿が修理された。
- 文化・文政のころ、神服織機殿神社は服太神宮と、上機殿は麻績太神宮と称するようになった。このころの両機殿の様子は天保年間発行の『太神宮両御機殿通俗畧記』（外部リンク参照）に詳述されている。寛政9年の『伊勢参宮名所図解』には、左右に八幡宮と春日社の社殿を配置して三社信仰の形態であったことが記されている。明治初期の『神三郡神社参拝記』では、左右の社殿を東西宝殿と記している。江戸時代後期から明治初頭にかけて、分不相応な社殿は両機殿だけではなく、神宮が社殿などを管理しなかった瀧原宮・伊雑宮・御塩殿神社でも同様であった。
- 明治31年（1898年）、両機殿は明治維新後初の造替が行なわれたが、桁行1丈6尺（約4.85m）・梁行9尺8寸（約2.97m）とされた。これは明治6年に定められた一等摂社の桁行9尺・梁行7尺を大きく越え、格式に不相応な大きさであった。昭和9年（1934年）の造替でも貞享4年（1687年）の記録の規模に縮小されたが、それでもまだ所管社には不相応に大きい規模である。

## 御衣奉織行事
毎年5月と10月の初旬、両機殿の八尋殿で皇太神宮正宮と別宮の荒祭宮での神御衣祭に供える御衣を奉織する。地元で「おんぞさん」と呼ばれるこの行事は戦国時代に中絶となり、皇大神宮の神職による形式的な祭祀のみが行なわれ、愛知県で奉織された和妙や、奈良県奈良市月ヶ瀬で奉織された荒妙などが神御衣祭に供えられていた。
大正3年5月に愛知県木曽川町（現在の一宮市木曽川町）の職人により機殿での奉織が再興されたが、地元の住民はこれを無様と感じ機織りの技術を習得し、伝承することにした。1967年（昭和42年）以降、和妙は祖父らから継承された女性が奉織することになったが、荒妙は現在も男性が奉織している。松阪市は1975年（昭和50年）9月27日、和妙と荒妙の奉織を「御衣奉織行事」として無形民俗文化財に指定した。
ただし地元住民による両機殿での奉織は神御衣祭に必要な和妙36疋（正宮24疋、荒祭宮12疋）と荒妙120疋（正宮80疋、荒祭宮40疋）のうちの各1疋のみで、残りの和妙・荒妙は他に必要とされる頚玉（くびたま）・手玉（てだま）などと合わせて木曽川町と奈良市月ヶ瀬の専門の業者に奉織を委託している。

## 祭祀
両機殿では神御衣奉織始祭（かんみそほうしょくはじめさい）と神御衣奉織鎮謝祭（かんみそほうしょくちんしゃさい）が行なわれる。

### 神御衣奉織始祭
神御衣奉織始祭は奉織を始める前に清く美わしく奉織できるように祈る祭で、毎年5月と10月の1日、下機殿では午前8時、上機殿では午前9時から行なわれる。奉織作業に従事する地元住民は先だって境内の斎館で潔斎し、予め身を清める。白衣白袴を着てから御塩で清め、八尋殿の内部を清掃する。機織りの道具を準備し、御糸を納める。神職の拝礼ののちに奉織が開始される。織子は夕方に帰宅するが、神宮から参向する神職はこの祭の前日に斎館に入り潔斎し、神御衣奉織鎮謝祭まで斎館に滞在する。織子は翌2日以降の朝に出向き身を清め、白衣白袴を着て八尋殿に入り、完了するまで奉織を行なう。

### 神御衣奉織鎮謝祭
神御衣奉織鎮謝祭は奉織が無事に終わったことを感謝し幣帛を奉る祭りで、毎年5月と10月の13日の午前8時から両機殿神社で行なわれる。
この祭ののちに御衣を2つの辛櫃（からひつ）に納め、約20km離れた内宮まで運搬する。昭和30年代から自動車での運搬に変更されているが、それ以前は午後9時ころに出発、参宮街道を夜通し歩いて宮川を船で渡ったのちにまた歩き、外宮で仮眠し、14日の午前5時ころに内宮到着であった。警護のために衛士2名が前を歩き、権禰宜と宮掌が随行していた。

## 神服織機殿神社

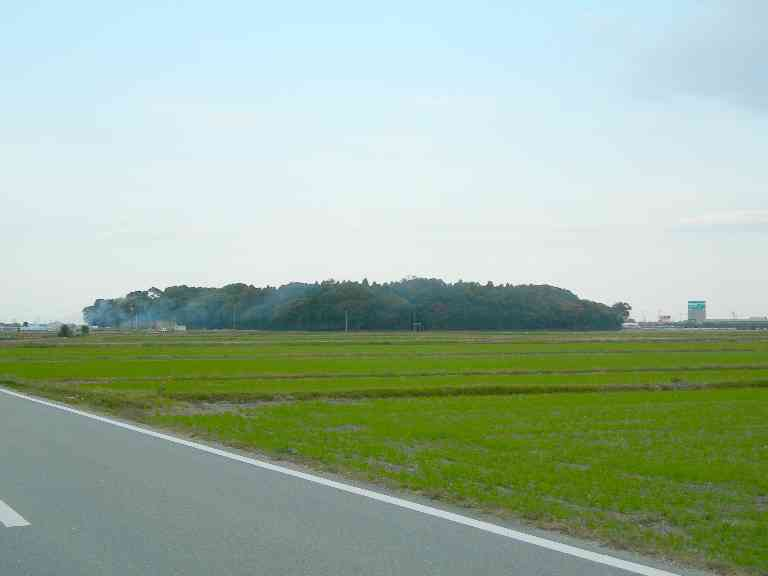
神服織機殿神社全景

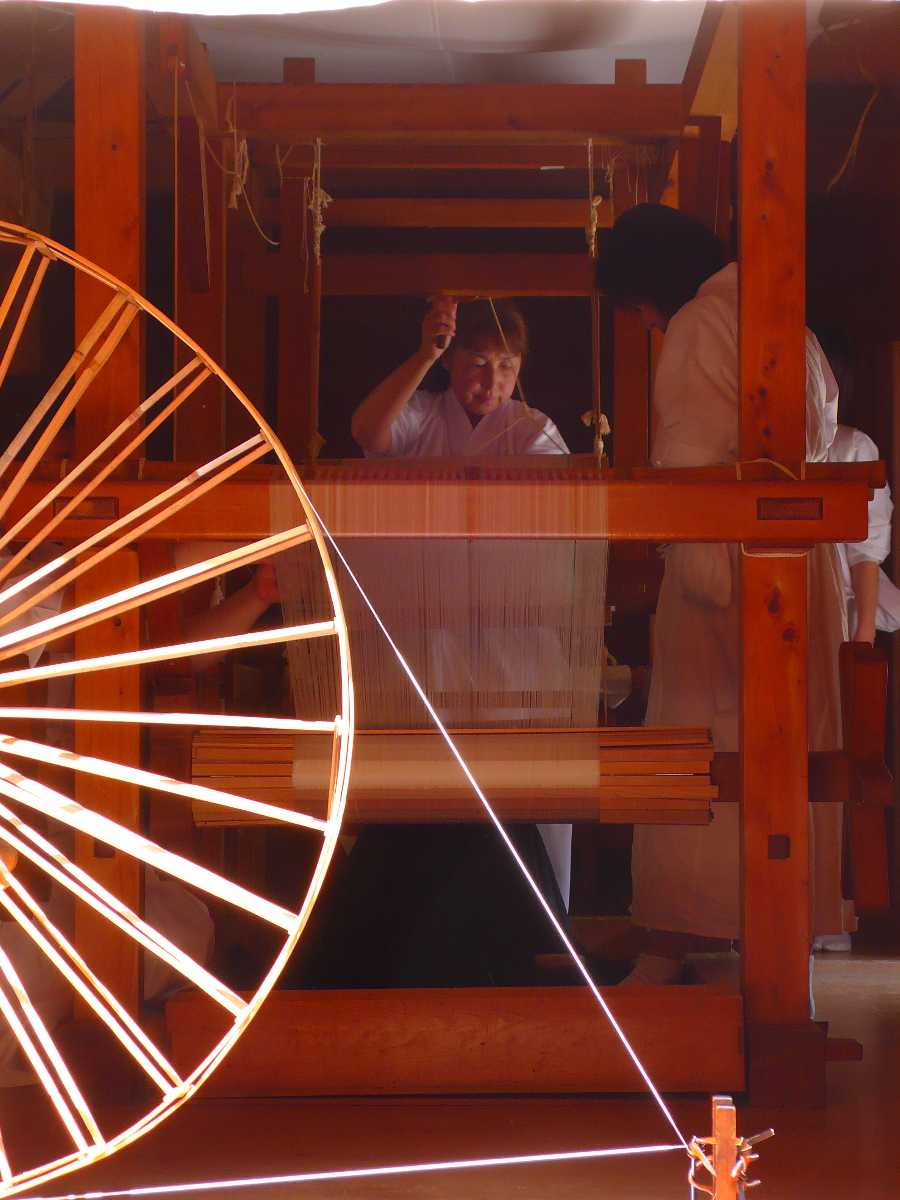
和妙の奉織

神服織機殿神社の祭神は近年は神服織機殿鎮守神とされることが多いが、服部の祖先の天御桙命（あめのみほこのみこと）と天八千々姫（あめのやちぢひめ）とする伝承がある。

### 和妙の奉織
和妙は神服織機殿神社境内の八尋殿で奉織される。女性の織子は毎朝8時に出勤する。白衣白袴が基本であるが、細い絹糸を見やすくするために黒い布を膝に掛ける。指先が荒れていると糸をうまく扱えず作業性が低下するため、織子は指先を荒らさないように留意する。
絹糸は現在も愛知県の三河産の赤引の糸を使用する。4本の単線維を1本の絹糸とし、36本の絹糸を1あざりとし、67あざりの縦糸で幅1尺5寸（約45cm）の和妙を織る。4 x 36 x 67で9,648本の単線維を使用することになるが、絹単線維の長さは有限であるから、糸を繋ぐ作業が必要である。糸を繋ぎ織機に縦糸を取り付けるだけで3日程度必要になるため、近年は予め専門家が繋いだ糸を使用することで奉織期間を短縮している。横糸は予め水に浸けておき、7-9本の単線維を1本として糸巻き機で巻き取ってから使用する。
4丈（約12.1m）の和妙を織るのに通常4-5日、乾燥にさらに数日を要する。乾かした和妙は箱に入れ、神御衣奉織鎮謝祭まで棚の上に安置される。

## 神麻続機殿神社

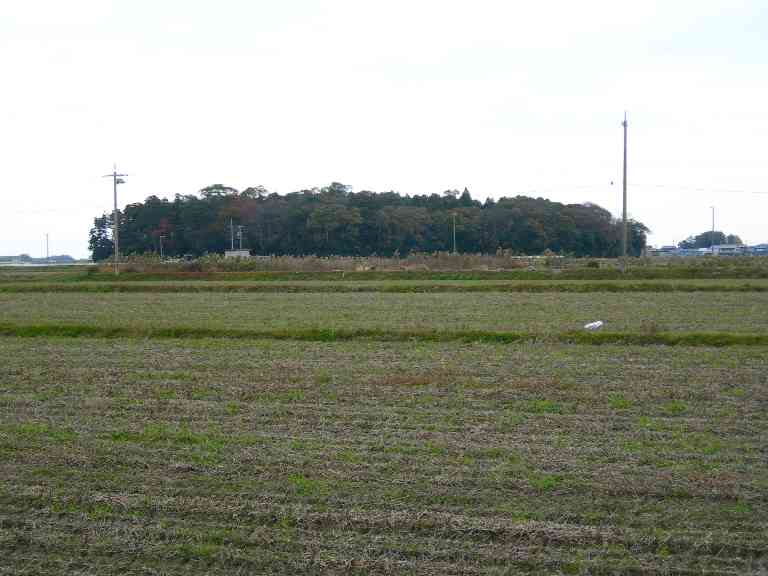
神麻続機殿神社全景

神麻続機殿神社の祭神は近年は神麻続機殿鎮守神とされることが多いが、麻績部の祖先の天八坂彦命（あめのやさかひこのみこと）とする伝承がある。

### 荒妙の奉織

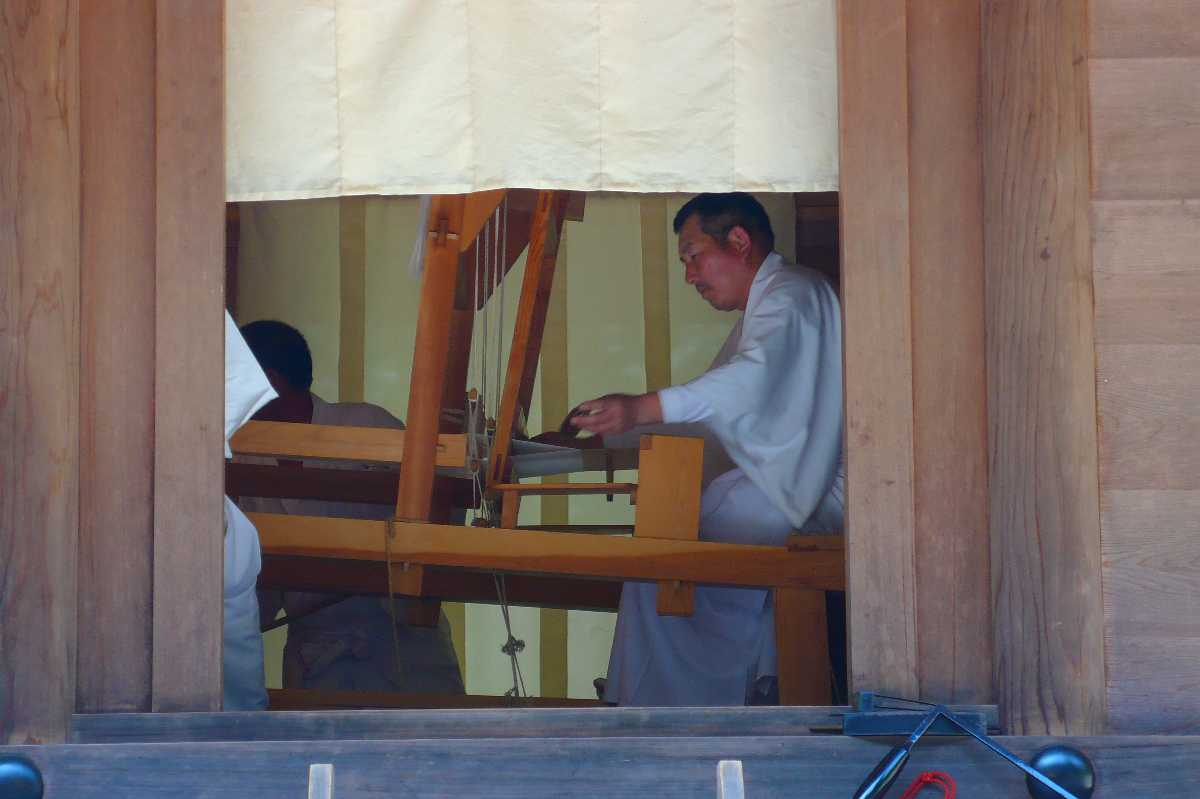
荒妙の奉織

荒妙は神麻績機殿神社境内の八尋殿で奉織される。男性の織子は毎朝8時に出勤する。白衣白袴を着用し、指先を荒らさないようにするのは和妙の奉織と同様である。織機に縦糸を取り付け、横糸を糸巻き機で巻いた後に水に浸ける。
かつては近辺の松阪市御麻生薗（みおぞの、神宮の麻園に由来する地名とされる）産の麻を使用していたが、現在は奈良県奈良市月ヶ瀬産の麻を使用している。
910本の縦糸で幅1尺（約30cm）、長さ4丈1尺（約12.4m）の荒妙を織る。作業は織子4人で行なう。1人が織機を操作し、1人は伸子（しんし）を張り替え、残りの2人は織機の左右両側で待機し、糸が切れたら繋ぐ。
麻糸の引張り強度は湿度で大きく変化する。湿度が低いと特に切れやすくなってしまうが、逆に高すぎてもやや切れやすくなるため、奉織の進み具合は天候に大きく影響される。通常5-6日で織り終わるが、作業が遅れると蝋燭の灯りを頼りに夜遅くまで作業し、10日ほどかかることもあるという。
織り上げた荒妙は数日乾燥させ、御衣奉織鎮謝祭まで八尋殿に安置される。

## 境内社
両機殿のそれぞれの境内に御前の神を祀る大小8つの祠がありそれぞれ神麻続・神服織機殿神社末社とされているが、いずれも祭神は不詳である。

## 社殿など

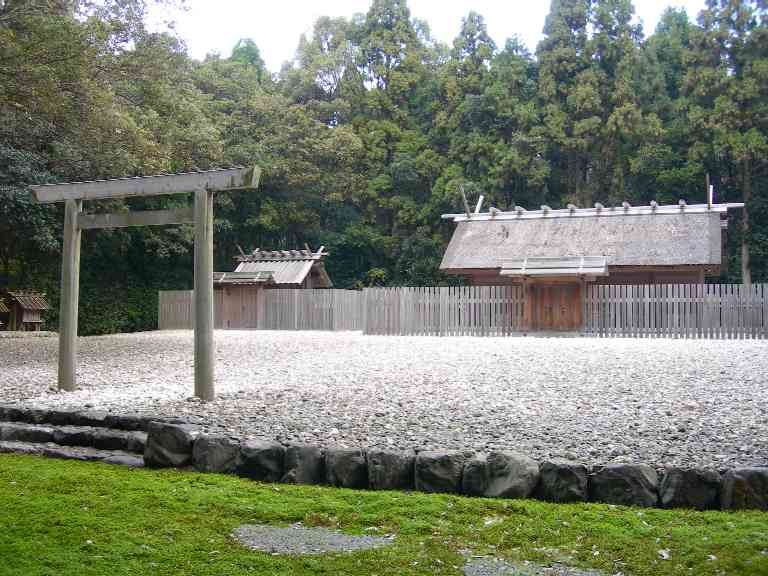
左が本殿、右が八尋殿（下機殿）

両機殿ともに本殿は内宮に準じ内削ぎの千木と6本で偶数の鰹木を持つ神明造で南面する。本殿東側に奉織作業を行うための八尋殿が併設される。本殿は独立した鳥居を持たない。
八尋殿は内宮別宮と同じ8本の鰹木と内削ぎの千木を備える茅葺屋根で、本殿より大きい。棟持柱はなく、東面以外の3面に扉が設けられている。この3面の扉は奉織時には開けられる。八尋殿には鳥居が与えられる。
本殿と八尋殿は個別の板垣で囲われ、本殿左右に2つの祠がある。
両機殿ともに潔斎のための斎館が本殿南側に設けられている。

## 交通
- 最寄駅：近鉄山田線漕代駅から上機殿まで北へ約2.5km、下機殿まで北へさらに約2km、国道23号の南側。

## 参考資料
- 『神宮の和妙と荒妙』（平成17年4月1日発行、神宮司庁）
- 『松阪市史 第三巻 史料篇 古代・中世』（1980年6月発行、編集：松阪市史編さん委員会、発行：蒼人社）
- 『松阪市史 第六巻 史料篇 文化財』（1979年12月発行、編集：松阪市史編さん委員会、発行：蒼人社）
- 『松阪市史 第十巻 史料篇 民俗』（1981年3月発行、編集：松阪市史編さん委員会、発行：蒼人社）
- 『伊勢神宮の祖型と展開』 （平成3年11月30日発行、櫻井勝之進著、国書刊行会発行、ISBN 4-336-03296-3）
- 『伊勢神宮』（櫻井勝之進著、学生社、昭和44年5月20日発行）
- 『お伊勢まいり』（平成18年7月1日発行改訂7版、神宮司庁編、伊勢神宮崇敬会発行）
- 『角川日本地名大辞典　24　三重県』（角川書店、昭和58年発行）